# 在ボリビア日本国大使館
在ボリビア日本国大使館（スペイン語: Embajada del Japón en Bolivia / Embajada de Japón en Bolivia、英語: Embassy of Japan in Bolivia）は、ボリビアの事実上の首都ラパスにある日本の大使館。

## 沿革
1914年4月13日、通商条約の締結により史上初めて日本とボリビアの外交関係が樹立される。1940年にはラパスに在ボリビア日本帝国公使館が開設されたが、第二次世界大戦の影響により1942年には両国の外交関係が断絶し、ラパスの帝国公使館も閉鎖された。
1952年12月20日、日本とボリビアの外交関係が再開。1961年、在ボリビア日本国公使館から昇格する形で大使館として発足した。

## 所在地
| 日本語     | ラパス市サンチェス・リマ通り角ロセンド・グティエレス通り497番地 |
| スペイン語 | Calle Rosendo Gutiérrez Nº 497, esq. Sanchez Lima, La Paz       |
| 英語       | Rosendo Gutiérrez Street No. 497, esq. Sanchez Lima, La Paz     |